# ITGI
ITGI — проектний магістральний газопровід для постачання Азербайджанського природного газу з родовища Шах-Деніз до Італії. 
Транзитні країни — Туреччина та Греція.
Продуктивність трубопроводу — 8 мільярдів  куб. метрів.
Планований час початку експлуатації — 2012-2013 рр. 